# Akers (California)
Akers es un área no incorporada ubicada en el condado de San Joaquín en el estado estadounidense de California.

## Geografía
Akers se encuentra ubicada en las coordenadas 37°59′54″N 121°17′1″O / 37.99833, -121.28361.